# Маслова, Нина Константиновна
Ни́на Константи́новна Ма́слова (род. 27 ноября 1946, Рига, Латвия, СССР) — советская и российская киноактриса. Заслуженная артистка России (2006).

## Биография
Из-за развода родителей (отец ушёл из семьи, когда ей было пять лет) и не сложившихся отношений с отчимом и матерью прожила трудное детство, часто убегала из дома.
В 1964—1965 годах училась в Московском гидромелиоративном институте. Поняв, что инженерная профессия не для неё, перешла в театральный вуз.
В 1965—1967 годах училась в Школе-студии МХАТ. Была отчислена с формулировкой «за плохое поведение».
С 1967 по 1971 год училась во ВГИКе в мастерской С. Герасимова и Т. Макаровой.
В 1971 году была принята в труппу Театра-студии киноактёра.
Первый опыт съемок получила в короткометражке 1967 года «Желаем успеха».
В 1969 году впервые снялась в полном метре - в картине «Обвиняются в убийстве» (красавица Эля).
Зрителям наиболее известна по фильмам «Большая перемена» (любопытная ученица Виктория Ивановна Коровянская), «Иван Васильевич меняет профессию» (царица Марфа Васильевна) и «Афоня» (клиентка Афони Елена). Всего сыграла более 70 ролей.

## Семья
Всего была замужем 4 раза.
Первый муж — болгарский актёр, поженились в годы учебы во ВГИКе, непродолжительное время жила в Болгарии, развелась из-за измены супруга.
Второй муж — Александр, музыкант, поженились в период съемок фильма «Большая перемена».
Третий муж — высокопоставленный чиновник, брак распался через полгода после свадьбы.
В период проведения съёмок фильма «Русское поле» была в романтических отношениях с актёром Владимиром Вячеславовичем Тихоновым.
Детей нет.

## Фильмография
▪︎   1979 - Место встречи изменить нельзя - рыжеволосая девушка возле кинотеатра, продавшая билет Шарапову , он сидит рядом с ней и крупный план .
- 1967 — Желаем успеха — Нина
- 1969 — Обвиняются в убийстве — Эля
- 1969 — У озера — партнёрша Алёши в спектакле
- 1969 — Внимание, черепаха! — молодая учительница
- 1971 — Русское поле — Нина, дочь Антонины
- 1972 — Бой с тенью — знакомая Ларисы за столиком в ресторане
- 1972 — Нервы, нервы — Нина, жена Эдика
- 1972 — Большая перемена — Виктория Ивановна Коровянская (обаятельная учащаяся, которая не хочет работать и «всё про всех всегда знает»)
- 1973 — Жизнь на грешной земле
- 1973 — Иван Васильевич меняет профессию — царица Марфа Васильевна Собакина
- 1973 — Товарищ бригада — Марина
- 1975 — Афоня — Елена Орлова (Элен), красавица из 139-й квартиры
- 1975 — Наследники
- 1976 — Улыбнись, ровесник! / Soviel Lieder, soviel Worte — Маша / Мария
- 1976 — Сохранить город / Ocalic miasto — Маша
- 1977 — Право первой подписи — жена Казакова
- 1978 — Я хочу вас видеть / Ich will euch sehen — Надя
- 1978 — Голубка — Нина
- 1978 — Молодость с нами — Варя Стрельцова
- 1981 — Честный, умный, неженатый… — пассажирка поезда
- 1984 — Песочные часы — Галя
- 1985 — Опасно для жизни! — дама с собачкой
- 1985 — Искренне Ваш… — официантка в ресторане
- 1985 — Салон красоты — Нина Константиновна, режиссёр телевидения
- 1987 — Акселератка — фотографирующаяся на пляже
- 1989 — Две стрелы. Детектив каменного века — любовница Ходока
- 1990 — Аферисты — бухгалтер
- 1990 — Неустановленное лицо — Лариса
- 1991 — Блуждающие звёзды — Голда
- 1991 — Депрессия — Люда, посудомойка
- 1992 — Старые молодые люди — Люся, жена Виктора Мксимовича
- 1993 — Свистун — Ангелина, жена Лютикова
- 1995 — Самодельная истина
- 1996 — Старые песни о главном 2 — Елена Орлова, знакомая Борщова, не видевшая его 20 лет (в титрах не указана)
- 1996 — Карьера Артура Уи. Новая версия — эпизод
- 1999 — Д.Д.Д. Досье детектива Дубровского — мать Леры
- 2000 — Салон красоты — Ромашка
- 2001 — Идеальная пара (серия «На белом катере») — директор деревни
- 2003 — Приключения мага (6-я серия) — тётя Дуся
- 2003 — Ангел на дорогах — марксистка
- 2003 — Благословите женщину — доктор
- 2003 — Желанная
- 2003 — Сыщики-2 — Ангелина, жена Лютикова
- 2004 — Прощальное эхо — распорядитель в ЗАГСе
- 2005 — Звезда эпохи — завсегдатайша
- 2005 — Сыщики-4 — Ангелина, жена Лютикова
- 2006 — Капитанские дети — Алевтина Фёдоровна
- 2006 — Угон — жена коллекционера
- 2007 — Затмение — мать Лили
- 2007 — Срочно в номер (серия «Фотография на память») — соседка Светланы
- 2010 — Русская рулетка. Женский вариант — Тоня, актриса на пенсии
- 2013 — Уик-энд — портье
- 2014 — Дневник мамы первоклассника
- 2014 — Тайна тёмной комнаты
- 2016 — Опасные каникулы
- 2017 — Девичник

### Озвучивание фильмов
- 1970 — Похождения красавца-драгуна — Камилла
- 1972 — Анатомия любви
- 1973 — Ткачихи — Тамара, ткачиха
- 1975 — Профессия: репортёр — девушка
- 1979 — Д’Артаньян и три мушкетёра — маркиза, любовница короля